# Alfred Jeremias
Alfred Jeremias (* 21. Februar 1864 in Markersdorf bei Chemnitz; † 11. Januar 1935 in Leipzig) war ein deutscher Religionshistoriker und Altorientalist.

## Leben
Alfred Jeremias war ein Schüler von Franz und Friedrich Delitzsch. 1886 promovierte er bei letzterem mit einer Neubearbeitung der Höllenfahrt der Ištar, die er als Teil der 1887 erschienenen Schrift Die babylonisch-assyrischen Vorstellungen vom Leben nach dem Tode veröffentlichte. 1891 legte er die erste vollständige deutsche Übersetzung des Gilgamesch-Epos vor.
Seit 1890 bis zu seinem Lebensende war Jeremias Pfarrer an der Lutherkirche in Leipzig. Daneben habilitierte er sich 1905 in Leipzig, war dort als Privatdozent tätig und wurde dort 1922 nichtplanmäßiger außerordentlicher Professor für Religionsgeschichte. 1905 verlieh ihm die Universität Leipzig, 1914 die Universität Groningen die theologische Ehrendoktorwürde.
In seinen zahlreichen Arbeiten setzte er sich für die Verbreitung und Auswertung altorientalischer Forschungsergebnisse – besonders im theologischen Bereich der Bibelexegese – ein und galt neben Hugo Winckler als einer der Hauptvertreter der panbabylonischen Schule, die eine insbesondere der Bibel zugrunde liegende, einheitliche altorientalische Mythologie annimmt.
Jeremias war der Ansicht, dass die von den Sumerern stammende und von den Babyloniern weiterentwickelte Himmelsschau in ihrer ältesten Gestaltung Astrosophie genannt werden sollte, als Ausdruck einer „religiösen Weltanschauung“. Die Babylonier hätten geglaubt, dass irdisches Geschehen stets ein Abbild des himmlischen sei. Im Biographisch-bibliographisches Kirchenlexikon kritisiert Friedrich Wilhelm Bautz Jeremias’ Annahme als einseitig verabsolutiert.
Jeremias’ Werk Das Alte Testament im Lichte des Alten Orients von 1904 und seine astrosophischen Annahmen beeinflussten maßgeblich die Josephsromane Thomas Manns. Seine späteren Arbeiten zur Religionsgeschichte bzw. Neuauflagen älterer Werke fanden in der Assyriologie nicht mehr vollen Anklang.
Seit seinem Studium (Winter 1883/84) war Jeremias Mitglied der Leipziger Universitäts-Sängerschaft zu St. Pauli (heute Deutsche Sängerschaft).

## Schriften
- Izdubar-Nimrod. Eine altbabylonische Heldensage. Leipzig 1891 (Digitalisat im Internet Archive).
- Hölle und Paradies bei den Babyloniern. J.C. Hinrichs’sche Buchhandlung, Leipzig 1903, urn:nbn:de:bsz:14-db-id18511937822.
- Das Alte Testament im Lichte des Alten Orients. Leipzig 1904, 4. Auflage 1930.
- Handbuch der altorientalischen Geisteskultur. Berlin 1913, 2. Auflage 1929.
- Germanische Frömmigkeit. Leipzig 1928.
- Der Kosmos von Sumer. (= Der Alte Orient. Band 32, Heft 1). Leipzig 1932.